# Манцевич Олександр Васильович
Олександр Васильович Манцевич  (1 червня 1960, Київ — 1 листопада 2000, Київ) — український академічний веслувальник, Майстер спорту міжнародного класу (1979), заслужений майстер спорту СРСР (1980).
Бронзовий призер Олімпійських Ігор 1980 року в складі вісімки.

## Біографія
У 1982 році закінчив Київський інститут фізичної культури. На XXII Олімпійських ігор у Москві (1980) виборов бронзову медаль у складі вісімки. Ставав переможцем молодіжного чемпіонату світу в четвірці розпашній з рульовим (Берлін, 1978) та бронзовим призером чемпіонату світу вісімок (Словенія, 1979). Чемпіон СРСР 1980 року.
До складу юніорської збірної СРСР увійшов у 1976 році, а з 1978 виступав за національну дорослу команду. Представляв спортивне товариство «Динамо» (Київ). Тренувався під керівництвом Леоніда Каневського.